# رضوان السعد
رضوان أحمد محمد السعد (15 مايو 1946 - 19 سبتمبر 2019) طبيب أردني عُرف بالأردن بلقب طبيب الفقراء، ولد في طبريا، وكان خلال دراسته المدرسية ضمن حركة القوميين العرب، وصفه مرضاه بأنه موسوعة في الطب.

## دراسته وبداياته
درس الثانوية في إربد، اتجه بعدها لسوريا ومنها سافر إلى (جامعة سيملويس) في العاصمة الهنغارية بودابست عام 1968 ، ليدرس الطب، وتخرج منها عام 1975 ، ثم عاد ليعمل طبيبًا في العراق حيث عُيّن طبيبًا للعاملين في جريدة الثورة العراقيّة، ومن ثم عمل طبيبًا متطوعًا في جبهة التحرير العربيّة جنوب لبنان، لكنه لم يمكث طويلاً، وبعدها كصاحب أوّل عيادة في مخيّم إربد.

## العيادة الأولى

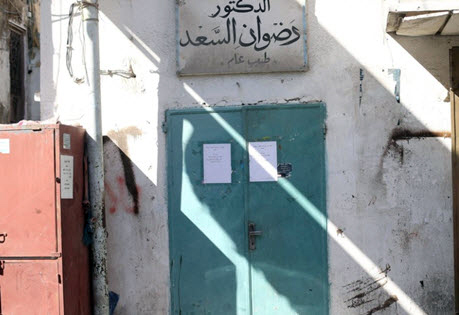
عيادة الطبيب رضوان السعد - مدينة اربد-مخيم اربد

سكن السعد في الحي الجنوبيّ من مدينة إربد بالقرب من ثانوية بنات إربد، ووفقًا لأكثر من رواية، كانت عيادة السعد أوّل عيادةٍ في مخيّم إربد، من بعد عيادة وكالة الغوث. يقول أحد القياديين السابقين في الجبهة الشعبيّة في المخيم، كامل النجّار، إن أوّل عيادة السعد افتتحت عام 1978 أو 1979. كان في المخيّم أيّامها عيادة وكالة الغوث التي ينتهي دوامها الساعة الثانية ظهرًا، وعيادة الدكتور رضوان السعد التي كانت مكوّنة من غرفة واحدة فقط، فيها «جهاز سكري، جهاز ضغط، ميزان [حرارة]، وما كان أولها في سرير بعدين جاب سرير»، يقول النجّار. 
أمضى السعد سنة واحدة في هذه العيادة، بعدها انتقل إلى العيادة التي سيبقى فيها حتّى وفاته والتي ستكون سببًا في تسمية الشارع التي تقع فيه بشارع العيادات.
أواخر الثمانينيات، توسعت العيادة الجديدة لتشمل غرفة ثانية. وحول الكشفيّة يقول النجار، «أوّل ما كانت ربع دينار. صارت نص دينار أواخر السبعينيات أو أوائل الثمانينات». في بدايات افتتاح العيادة، كان السعد يتجاوب مع الحالات الطارئة في المخيّم بعد دوام العيادة، وفي هذه الحالات لم يكن يأخذ كشفيته من المريض.

## علاج مجاني للفقراء
«كان المرحوم يتقاضى 25 قرشا، أو نصف دينار أجرة كشفية، ثم أصبحت دينارا في السنوات الأخيرة، لكن في أحيان كثيرة لم يتقاضَ المرحوم منا شيئا، وأعطانا أدوية مجانا، وأحيانا كان يعالجنا جميعا مقابل دينار فقط» يقول أبو غالب.
السعد ترك خلفه 5 أبناء، اثنان منهم طبيبان، والثالث محامٍ، والآخران صيدلانيان.
«تعلمنا من والداي القناعة والرضا، والعمل بإخلاص وبصمت، وألا نأخذ أي مقابل مادي من الفقراء حتى لو كنا محتاجين» يقول نجل السعد الأكبر، أحمد، وهو طبيب عام في مستشفى حكومي.
ويضيف أنه يفكر في إكمال مسيرة والده في عيادته «بالقناعات نفسها» بعد انتهاء التزامه بعقد عمل مع وزارة الصحة.
في أزقة المخيم، وشوارعه المزدحمة، التي تعج بالحياة، يستذكر الناس السعد.

## طوابير المرضى والعمل السياسي
مع رفع الأحكام العرفية وعودة الحياة السياسية بعد انقطاع طويل، تأسس حزب البعث العربي الاشتراكي الأردنيّ عام 1993، والتحق السعد به مع رفاقهِ، وحافظ على التعامل مع مرضاه رغم ارتفاع أعدادهم. 
يقول رفيقه في الحزب الطبيب العمايرة: «في بداية الألفينيّات، صارت الكشفيّة دينار واحد، رفعها بالألفين من كثر حكي الناس (..) مرات تفوت وحدة معها ولدين ولا ثلاثة، يوخذ كشفية وحدة، ومرّات ما يوخذ».
في هذه الفترة انتشرت مقولة في المخيم والقرى المجاورة: «شو تأمينك؟ أنا تأميني رضوان السعد»، إذ توسعت رقعة المخدومين بهذا التأمين الصحيّ الذي لم يكن يقتصر على الكشفيّة إنما كذلك على توزيع الأدوية من حقيبته التي رافقته طوال هذه السنين.
انتخب السعد عضو قيادة شعبة في حزب البعث العربي الإشتراكي الأردني في إربد. وعام 2003 بعد احتلال بغداد، أُغلق مقرّ حزب البعث العربي الاشتراكي الأردني مقرّه. وخلال فترة الإغلاق التي دامت أربع أو خمس سنين «كان [السعد] يتبرع إنه اللقاءات تكون ببيته، وصار مؤتمر في بيته في تلك الفترة، وظل حاضن لكثير من الاجتماعات الحزبيّة»، يقول رامي حدّاد، الذي كان السعد مسؤوله الحزبيّ حينها.

## تكريمه

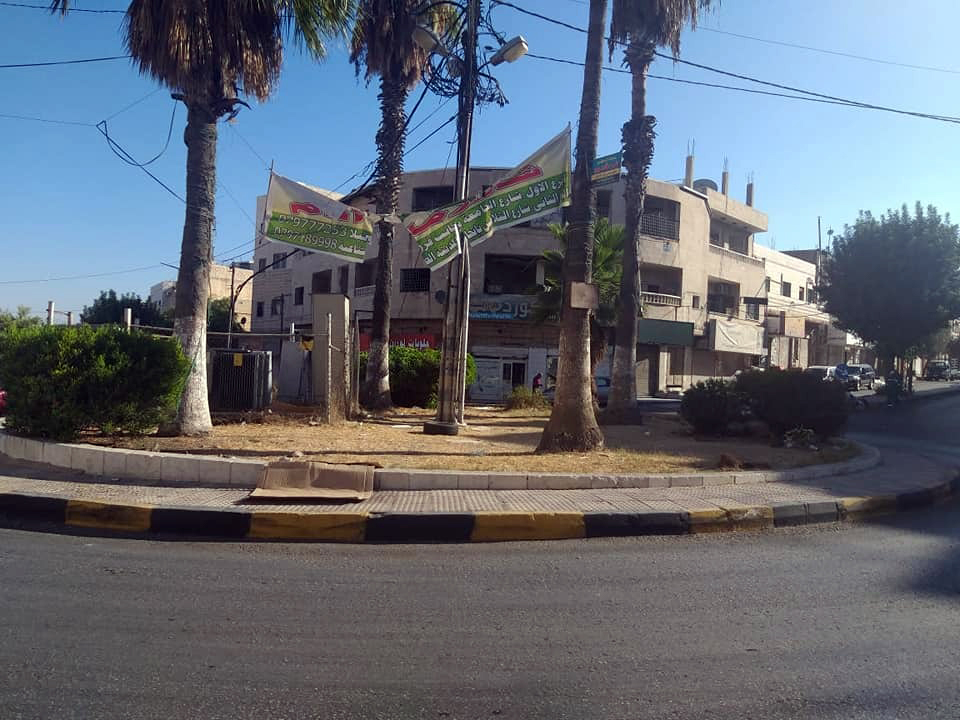
تسمية دوار شركة الكهرباء بإسم الطبيب رضوان السعد

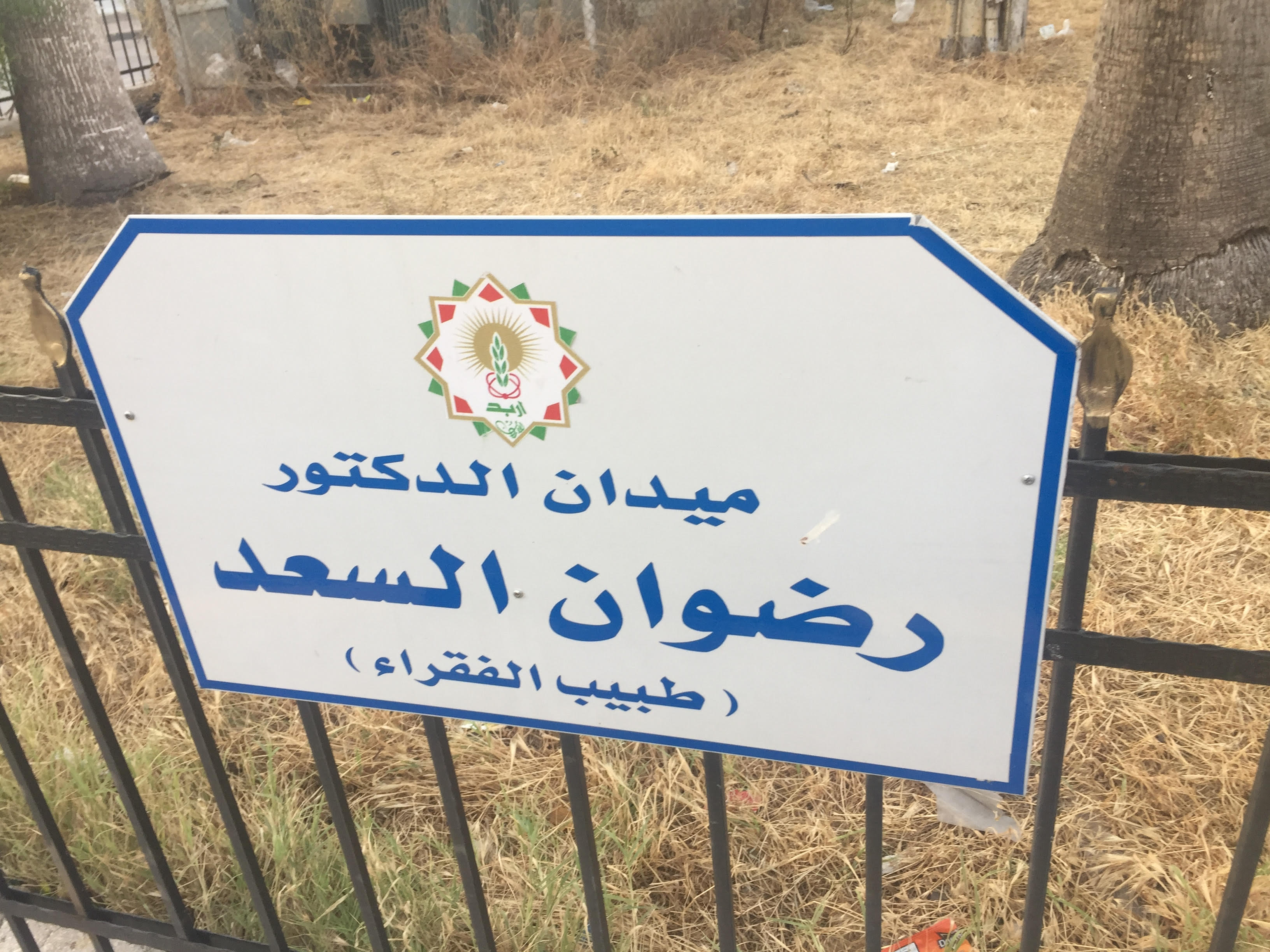
ميدان رضوان السعد (طبيب الفقراء)المعروف سابقا باسم دوار شركة الكهرباء

قررت بلدية إربد الكبرى بناءً على لجنة التسمية والترقيم وبموافقة المجلس البلدي تسمية دوار شركه الكهرباء الواقع على مدخل مخيم إربد باسم الطبيب «رضوان السعد» تقديرًا وتكريمًا لأفعاله الإنسانية التي قام بها على مدى العقود الماضية.

## وفاته وجنازته

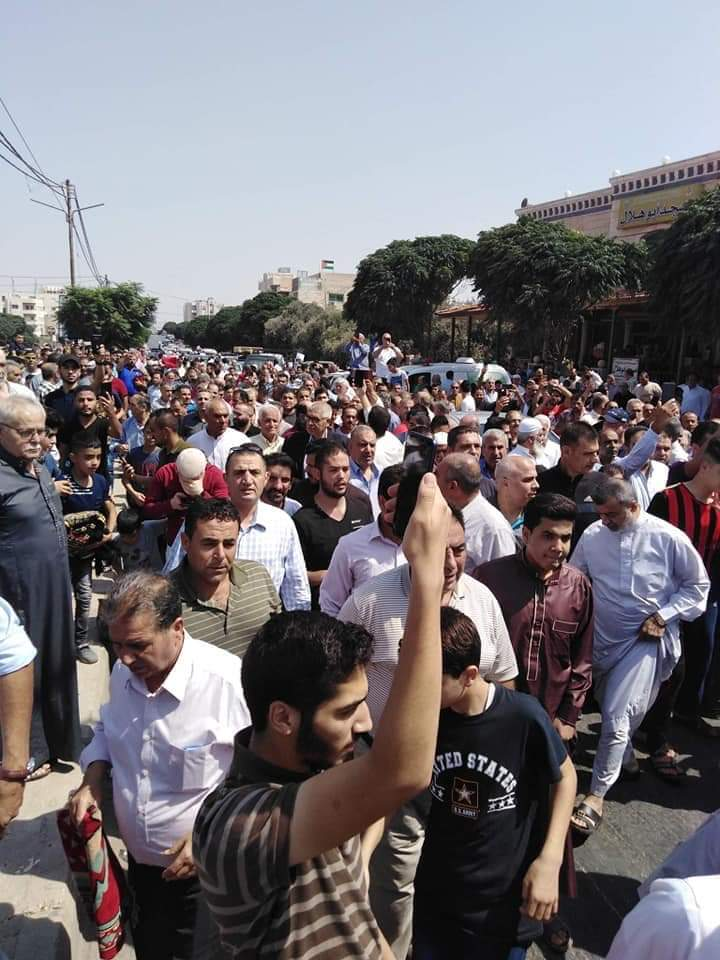
جنازة مهيبة لطبيب الفقراء-مئات يشيعون جثمان رضوان السعد بإربد

في سنواته الأخيرة، عانى الطبيب من مشكلات صحية في القلب، وأجريت له عملية قلب مفتوح في 9 سبتمبر 2019، إلا أن مضاعفات صحية أدت إلى وفاته مساء الخميس 19 سبتمبر 2019، في اليوم التالي شيّع المئات من أبناء مدينة إربد بعد صلاة يوم الجمعة في مسجد أبو هلال، جثمان الطبيب رضوان السعد إلى مقابر المدينة الصناعية.
نعي ملك الأردن له
| «                                | الأردن بلد الخير والعطاء لا ينقطع منه الخيرون. كلنا فخر أن من بيننا من تفانى في قضاء حوائج الناس وسعى للخير والعمل النافع من أجل مجتمعه ووطنه، رحم الله الطبيب رضوان السعد صاحب الروح النبيلة. | » |
| — الملك عبدالله الثاني عبر تويتر | |   |